# Jan Stirling
Jan Stirling, né le 20 juillet 1955, à Adélaïde, en Australie, est une ancienne joueuse et entraîneuse de basket-ball australienne. Elle est nommée membre de l'Ordre d'Australie en 2008, puis membre de l'Australian Basketball Hall of Fame en 2013 et membre du FIBA Hall of Fame en 2015.

## Biographie
Jan Stirling évolue au sein de la Women's National Basketball League au sein de North Adelaide Rockets, l'équipe de son état de l'Australie-Méridionale. Elle y joue 163 rencontres. Durant cette période, elle est sélectionnée par les Opals, l'équipe d'Australie. Elle participe au championnat du monde  1975 en Colombie, disputant quatre rencontres et inscrivant un total de sept points, l'Australie terminant à la dixième place. 
Devenue entraineure, elle dirige l'équipe d'Adelaide Lightning depuis 1993. Elle conduit son équipe à douze participations aux WNBL Finals, playoffs de la Women's National Basketball League ouverts aux quatre meilleures équipes de la phase régulière. Son équipe dispute à cinq reprises consécutivement le Grand Final, la finale, remportant les titres en 1994, 1995, 1996 et 1998. Avec ce club, elle obtient le titre d'entraineure de l'année, WNBL Coach of the year, en 1993.
En parallèle, elle est adjointe au sein des Opals, l'équipe d'Australie depuis 1994, devenant entraineure en chef en 2001. Sous sa direction, la sélection obtient la médaille de bronze du championnat du monde 2002, l'Australie s'inclinant 71 à 56 face aux États-Unis en demi-finale puis s'imposant 91 à 63 face à la Corée du Sud. Lors des Jeux olympiques de 2004, les Opals remportent la médaille d'argent, battues 74 à 63 par les Américaines.

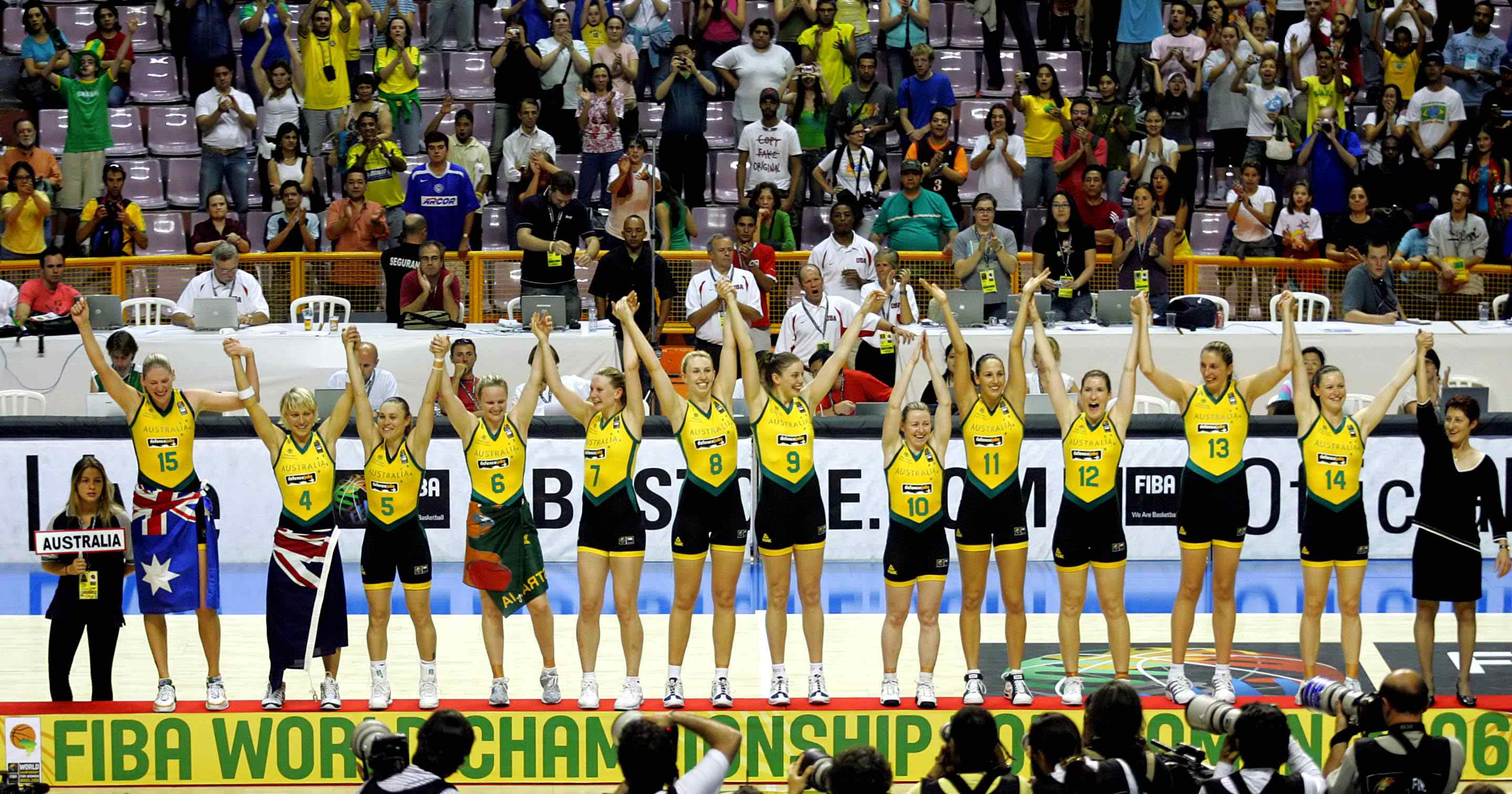
Les Opals sur le podium des championnat du monde 2006.

L'année 2006 commence par la victoire du tournoi des Jeux du Commonwealth, disputés à Melbourne. Lors du mondial de la même année au Brésil, l'Australie remporte le premier titre mondial de son histoire, s'imposant 91 à 74 face à la Russie qui a éliminé les États-Unis.
Américaines et Australiennes se retrouvent en finale du Tournoi des Jeux olympiques 2008. Les Américaines remportent la médaille en gagnant 92 à 65.
En 2010, elle est nommée à la tête du programme australien de basket-ball féminin de fauteuil roulant. Les Australiennes remportent la médaille d'argent lors du tournoi paralympique des Jeux paralympiques de 2012.

## Palmarès
- Championne du monde 2006
- 3e du championnat du monde 2002
- Finaliste des Jeux olympiques 2004 et 2008
- Entraîneuse de l'année Women's National Basketball League 1993

## Distinctions
Elle est nommée membre de l'Ordre d'Australie en 2008, puis membre de l'Australian Basketball Hall of Fame  en 2013. 
Elle est intrduite membre du FIBA Hall of Fame en 2015. Elle est ainsi le quatrième australien, la troisième ebtraineure féminine et dixième entraineur à être ainsi honorée.
Elle fait partie de l'équipe d'Australie de 2006 qui est introduite au sein de l'Australian Basketball Hall of Fame, première équipe à recevoir cet honneur, pour sa victoire au mondial.